# Сликар (сазвежђе)
Сликар (лат. Pictor) је једно од 88 модерних сазвежђа. Дефинисао га је у 17. веку француски астроном Никола Луј де Лакај под именом Equuleus Pictoris (Штафелај). Име је касније скраћено на  (Сликар) али се и даље приказује као штафелај.

## Звезде
Најсјајнија звезда овог сазвежђа је алфа Сликара, брзоротирајућа звезда А класе, удаљена од Сунца 99 светлосних година. Има магнитуду 3,27 и на Меркуру означава јужни небески пол.
Следећа по сјају, бета Сликара, је релативно млада звезда (стара 20 милиона година, наспрам 660 милиона година колико је стара алфа) која је упркос томе већ на главном низу Х-Р дијаграма. Звезда је окружена материјалом који највероватније представља протопланетарни диск и главни је члан Покретне групе бете Сликара, групе од 28 младих звезда распоређених у 17 звезданих система које имају заједничко порекло и правац кретања. Од Сунца је бета Сликара удаљена око 63,4 светлосне године, а центар масе групе око 115 светлосних година.
Каптејнова звезда (или HD 33793) је црвени патуљак магнитуде 8,8 који се налази на свега 12,78 светлосних година од Сунца и има највеће привидно кретање на небу после Барнардове звезде у сазвежђу Змијоноша.

## Објекти дубоког неба
У Сликару се налази патуљаста ирегуларна галаксија NGC 1705, удаљена од Сунца 16,6 милиона светлосних година а пречника око 2.600 светлосних година. Од интереса је за проучавање еволуције галаксија у раном свемиру. Појединачне звезде се не могу разлучити земаљским телескопима.